# 裴在美
裴在美，本名裴洵言，籍貫山東諸城，於臺灣台北出生。臺灣文學家，創作文類以小說為主，兼有散文與劇本。

## 生平
出生於台北東區，高中畢業赴美，南康州大學、紐約影視藝術中心畢業。
文學
曾獲時報百萬小說獎最佳人氣獎、時報文學獎短篇小說首獎、聯合文學小說新人獎、洛杉磯P.V.藝術中心繪畫獎，並三次獲得行政院新聞局優良劇本獎。

影視
曾於紐約編導實驗電影《異鄉女子 ( The Toy Gun )》、短片《你給我一個橘子，我給你一個Pie》。
於台灣拍攝九二一地震紀錄片。
編導作品參與美國紐約華裔影展、金馬獎外片觀摩展、台北電影節。
曾主演台視八點檔連續劇《巴黎機場》、電影《阿勇》。
為電影《記得當時》原創劇本（白景瑞導演），為光啟文教視聽節目服務社製作並主持公共電視節目《文學頻道》十三集。
編導單元劇《第六十六個冬天》。

劇本
《耶穌喜愛的小孩》、《悲愴紀事》( 改編自陳映真小說《趙南棟》 ）、《五個印象》，曾獲新聞局優良劇本獎。

繪畫
曾於春之藝廊舉行「異度空間」聯展。
參與高雄美術館 2014 ［異度空間］回顧聯展。
亞洲藝術中心繪畫個展。
美國洛杉磯國際藝術節聯展。
洛杉磯 Palos Verdes 藝術中心個展。
曾為洛杉磯郡立美術館租售畫廊專屬畫家。
現專事寫作，為影視工作者及當代畫家。

## 文學評論
齊邦媛曾評裴在美的長篇小說［海在沙漠的彼端］：「她將人生的沉悶、厭倦以及一個青年人渴望自家庭中解脫，尋找自我的部份寫得非常好，將人性在海和沙漠中交叉呈現，有種憂傷的調子。」
葉石濤評裴在美短篇小說[耶穌喜愛的小孩]一文[追覓已喪失的時光](註)中提到：作者[以溫暖擁抱的胸懷，冷眼具體的觀察，人道精神從頭到尾貫徹始終。]

註：第十六屆時報文學獎得獎作品集。1993時報文化出版。

## 文學作品[4][5]
| 書名             | 出版者           | 出版年 | 作品類別 |
| ---------------- | ---------------- | ------ | -------- |
| 五個印象         | 行政院新聞局     | 1985   | 劇本     |
| 異鄉女子         | 健行文化出版公司 | 1992   | 散文     |
| 悲愴記事         | 行政院新聞局     | 1992   | 劇本     |
| 無可原諒的告白   | 聯合文學出版社   | 1994   | 小說     |
| 耶穌喜愛的小孩   | 行政院新聞局     | 1994   | 劇本     |
| 小河紀事         | 皇冠文學出版公司 | 1996   | 小說     |
| 海在沙漠的彼端   | 九歌出版社       | 1998   | 小說     |
| 殘酷得像詩       | 皇冠文化出版公司 | 1998   | 散文     |
| 疑惑與誘惑       | 時報出版公司     | 2000   | 小說     |
| 下落             | 洪範書店         | 2002   | 小說     |
| 臺北的美麗與憂傷 | 商周文化公司     | 2005   | 小說     |
| 河流過           | 商周文化公司     | 2005   | 小說     |
| 遮蔽的時間       | 聯合文學出版社   | 2006   | 散文     |
| 宅男             | 聯合文學出版社   | 2009   | 小說     |
| 再見，森林之屋   | 聯合文學出版社   | 2012   | 散文     |